# Olexij (Hromadskyj)
Olexij (světským jménem: Olexandr Jakubovyč Hromadskyj; 13. listopadu 1882, Dokudów – 7. května 1943, Smyha) byl ukrajinský duchovní Ukrajinské pravoslavné církve Moskevského patriarchátu, metropolita volynšký a žytomyrský, exarcha Ukrajiny.

## Život

### Mladí a kněžská služba
Narodil se 13. listopadu 1882 ve vesnici Dokudów (dnes vesnice Dokudów Pierwszy v Polsku) v rodině psalomščika.
Roku 1898 dokončil Cholmské duchovní učiliště a roku 1904 Cholmský duchovní seminář. Následně pokračoval ve studiu na Kyjevské duchovní akademii.
Oženil se s Raisou Hrysjuk, dcerou profesora Kyjevské duchovní akademie. V červenci 1908 byl rukopoložen na diákona a 30. července biskupem Jevlogijem (Georgijevským) na jereje. Stal se druhým duchovním cholmského katedrálního chrámu a učitelem Zákona Božího na gymnáziích.
Roku 1910 se stal členem eparchiální misijní rady. Od roku 1911 byl představeným chrámu Ducha Svatého.
Roku 1914 se stal redaktorem týdeníku Cholmskaja Rus. V souvislosti s vypuknutím první světové války byla eparchie a vzdělávací instituce evakuovány do Ruska.
Od konce roku 1916 do poloviny roku 1918 byl pozorovatel duchovních škol kišiněvské eparchie.
Od září do prosince 1918 byl putovním knězem Grodenské gubernie.
Dne 8. ledna 1919 byl v Kyjevskopečerské lávře povýšen na protojereje. Stal se členem Cholmské eparchiální rady a delegátem duchovního semináře v Kremenci. Byl blízkým spolupracovníkem biskupa Dionisija (Valedinského).
Cholmský seminář byl reorganizován na Volyňský duchovní seminář a v dubnu 1921 byl jmenován jeho rektorem. Rozvedl se.
Dne 11. února 1922 byl postřižen na monacha se jménem Olexij a následujícího dne povýšen na archimandritu.

### Biskupská služba
Dne 3. září 1922 byl v Počajivské lávře rukopoložen na biskupa luckého a vikáře volyňské eparchie. Od 12. října sloužil jako biskup grodněnský.
Od 10. února 1923 byl členem Synodu Polské pravoslavné církve a vedoucím pro záležitosti Svatého synodu.
Dne 21. dubna 1923 byl ustanoven biskupem grodněnským a novogrodeckým a 1. prosince 1924 zástupcem předsedy metropolitní rady.
Počátkem roku 1927 podnikl společně s metropolitou varšavským Dionisijem (Valedinským) kroky k uznání autokefality Polské pravoslavné církve.
Dne 3. července 1928 byl povýšen na arcibiskupa.
Metropolita Dionisij učinil ústupky ukrajinským nacionalistům, kteří chtěli biskupa ukrajinské národnosti, proto 15. dubna 1934 jmenoval arcibiskupa Olexije na místo arcibiskupa volyňského a kremeneckého. Sekretářem eparchiální rady se stal Ivan Vlasovskyj, známý svým nacionalistickým cítěním. Arcibiskup Olexij v krátké době provedl výrazné personální změny; nejvytrvalejší rusofilní kněží byli přemístěni do jiných eparchií tehdejšího Polska.
V září 1939 sovětská vojska obsadila západní Ukrajinu. Biskup grodněnský Savva (Sovětov) a biskup Matvej (Semaško) odešli do zahraničí ještě před příchodem vojsk.
Poté, co se arcibiskup Panteleimon (Rožnovskij) dozvěděl o odchodu biskupů do zahraničí, informoval duchovenstvo grodněnské eparchie, že přebírá řízení. Začátkem října 1939 odeslal žádost k Moskevskému patriarchátu o připojení k Ruské pravoslavné církvi a jeho jmenování biskupem pinským a novogrodeckým. V západním Bělorusku zůstali dva biskupové Polské pravoslavné církve; arcibiskup vilenský a lidský Feodosij (Feodosijiv) a arcibiskup pinský Alexandr (Inozemcev), což znamená že Panteleimon požádal o obsazenou eparchii jiným biskupem.
Metropolita Sergij (Stragorodskij) jmenoval Panteleimona biskupem pinským a novogrodeckým s právem nosit na klobuku diamantový kříž. Obdržel také titul exarchy.
Alexandr (Inozemcev) a Olexij (Gromadskyj) 1. listopadu 1939 vytvořili Svatý synod pravoslavné církve západní Ukrajiny a západního Běloruska. Vzniklo církevní schizma, protože jak Panteleimon, tak metropolita Sergij odmítli uznat tento synod.
Dne 28. října 1940 metropolita Sergij (Stragorodskij) vydal dekret o vytvoření západního exarchátu skládající se z volyňské, ternopilské, haličské, grodněnské a polesské eparchie. Bývalá volyňská eparchie byla rozdělena na volyňsko-luckou eparchii pod vedením arcibiskupa a exarchy Nikolaje (Jaruševiče) a ternopilsko-haličskou eparchii pod vedením arcibiskupa Olexije. Dne 28. března 1941 byla obnovena lvovská eparchie a farnosti Rovna se dostaly pod jurisdikci arcibiskupa Olexije.
V červnu 1941 byl zatčen a obviněn za aktivní boj proti sovětské moci. Vyčerpaný výslechy upadl do bezvědomí na silnici u vesnice Lopušnoje. Důstojníkům NKVD se zdálo, že zemřel, a to ho zachránilo. Rolníci mu pomohli a odvezli jej do Kremence.

### Hlava Ukrajinské autonomní pravoslavné církve
V létě 1941 v podmínkách nacistické okupace a vytvořením schizmatické Ukrajinské autokefální pravoslavné církve podnikl kroky k opatření k zavedení církevní jurisdikce Moskevského patriarchátu na Ukrajině.
Dne 18. srpna 1941 svolal do Počajivské lávry biskupskou radu, kde bylo rozhodnuto o vytvoření autonomní církve podřízené Moskevskému patriarchátu. Rada mu udělila titul metropolity. Na dalším zasedání rady dne 25. listopadu 1941 mu byl udělen titul exarchy Ukrajiny. Původní titul exarchy celé Ukrajiny náležel metropolitu Nikolaji (Jaruševičovi), který však tiše uznal jeho titul a podepisoval se jako bývalý exarcha.
Dne 7. května 1943 byl zabit Organizací ukrajinských nacionalistů (Melnykovci) při projížďce vesnicí Smyha. Pohřben byl na hřbitově Kremeneckého monastýru.